# Ceubrek (Peusangan Selatan)
Ceubrek is een bestuurslaag in het regentschap Bireuen van de provincie Atjeh, Indonesië. Ceubrek telt 301 inwoners (volkstelling 2010).